# Phthiracarus pusillus
Phthiracarus pusillus är en kvalsterart som beskrevs av Wojciech Niedbała 200. Phthiracarus pusillus ingår i släktet Phthiracarus och familjen Phthiracaridae. Inga underarter finns listade i Catalogue of Life.